# Mesotheristus setifer
Mesotheristus setifer är en rundmaskart som först beskrevs av Gerlach 1952.  Mesotheristus setifer ingår i släktet Mesotheristus och familjen Monhysteridae. Inga underarter finns listade i Catalogue of Life.